# Judolia cordifera
Judolia cordifera là một loài bọ cánh cứng trong họ Cerambycidae.